# John W. Nordstrom
John W. Nordstrom, ursprungligen Johan Wilhelm Nordström, född 15 februari 1871 i Alvik i Nederluleå, död 11 oktober 1963 i Seattle, var en svenskamerikansk affärsman. Han var grundare av detaljhandelsföretaget Nordstrom och farfar till John N. Nordstrom. 
Han emigrerade till USA vid 16 års ålder. Efter att ha blivit förmögen i guldruschen startade han 1901 tillsammans med en annan svenskättling Carl F. Wallin firman Wallin & Nordstrom som sedan dess har växt till en landsomfattande kedja med 50 000 anställda.